# Fernand Dehousse

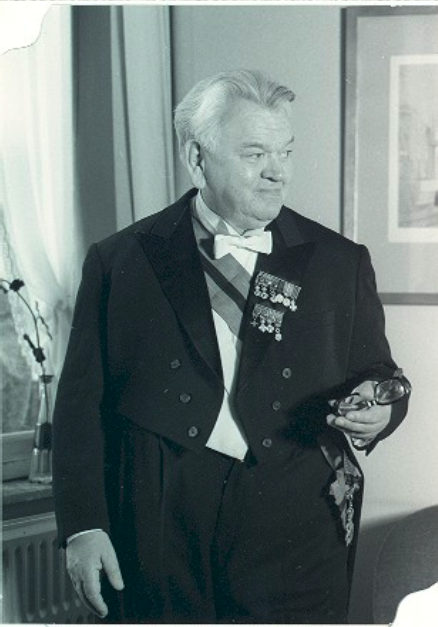
Fernand Dehousse

Fernand Louis Jean Dehousse (Luik, 3 juli 1906 – aldaar, 10 augustus 1976) was een Belgisch politicus voor de PSB.

## Levensloop
Dehousse promoveerde tot doctor in de rechten aan de Universiteit van Luik en werd er ook licentiaat in de sociale wetenschappen. Ook studeerde hij aan de universiteiten van Parijs, Grenoble en Genève. Hij werd beroepshalve jurist en was vanaf 1940 buitengewoon hoogleraar aan de Universiteit van Luik. Tijdens de Tweede Wereldoorlog maakte hij deel uit van het Verzet. Vanaf 1945 vertegenwoordigde Dehousse België bij de Verenigde Naties, waar hij actief was in de commissie Mensenrechten. Ook was hij betrokken bij de oprichting van de Raad van Europa en de Europese Economische Gemeenschap.
In 1938 maakte hij samen met Georges Truffaut een ontwerp voor het federalisme in België. Ze stelden daarin een drieledig federalisme van Vlaanderen, Wallonië en Brussel voorop, ook als Brussel niet dezelfde rechten zou krijgen als de twee andere regio's.
Dehousse was aanvankelijk politiek actief voor de Liberale Partij, maar na de Tweede Wereldoorlog stapte hij over naar de PSB. Voor deze partij van 1950 tot 1971 in de Belgische Senaat: van 1950 tot 1968 als gecoöpteerd senator en van 1968 tot 1971 als rechtstreeks gekozen senator voor het arrondissement Luik. In het parlement nam hij actief deel aan de voorbereiding van de grondwetsherziening.
Als militant van de Waalse Beweging zetelde hij in 1945 in de Assemblée wallonne. Ten tijde van de Koningskwestie maakte hij in 1950 deel uit van de Voorlopige Waalse Regering, die echter nooit officieel werd samengesteld. Dehousse fungeerde daarin als minister van Buitenlandse Zaken. Ook was hij in 1961 lid van het Mouvement populaire wallon. Op het eerste congres van deze beweging stelde hij samen met François Perin een ontwerp voor van een federale grondwet.
Hij zetelde van 1954 tot 1961 ook in de Parlementaire Vergadering van de Raad van Europa, waar hij van 1956 tot 1959 de voorzitter van was. Van 1952 tot 1965 en van 1966 tot 1971 zetelde hij ook in het Europees Parlement.
Van 1965 tot 1966 was Dehousse bovendien minister van Tewerkstelling in de Regering-Harmel, waarna hij van 1971 tot 1972 in opvolging van de overleden Freddy Terwagne minister van Communautaire Betrekkingen was in de Regering-G. Eyskens IV.
Hij was gehuwd met filologe Rita Lejeune en was de vader van PS-politicus en -minister Jean-Maurice Dehousse.